# سسنا ئی‌سی-۱
سسنا ئی‌سی-۱ (به انگلیسی: Cessna EC-1) یک هواگرد ساختِ کارخانهٔ سسنا در کشور ایالات متحده آمریکا است .